# Welsh League Cup 2012-2013
La Welsh League Cup 2012-13 è stata la 21ª edizione di questo torneo, è iniziata il 4 settembre 2012 ed è terminata il 12 gennaio 2013 con la finale vinta dal Carmarthen Town.

## Primo turno
| Squadra 1               | Risultato         | Squadra 2            |
| ----------------------- | ----------------- | -------------------- |
| Buckley Town            | 1 - 2             | Penrhyncoch          |
| Cambrian & Clydach Vale | 0 - 4             | Haverfordwest County |
| Rhyl                    | 2 - 0             | Porthmadog           |
| Taff's Well             | 2 - 2 (2 - 3 dcr) | Bryntirion Athletic  |

## Secondo turno
| Squadra 1            | Risultato         | Squadra 2           |
| -------------------- | ----------------- | ------------------- |
| Bala Town            | 6 - 1             | Bangor City         |
| Bryntirion Athletic  | 1 - 2             | Carmarthen Town     |
| Haverfordwest County | 3 - 5             | Llanelli Town       |
| Newtown              | 4 - 5 (dts)       | Afan Lido           |
| Penrhyncoch          | 0 - 1             | Airbus UK Broughton |
| Port Talbot Town     | 2 - 2 (5 - 4 dcr) | Aberystwyth Town    |
| Prestatyn Town       | 0 - 2             | The New Saints      |
| Rhyl                 | 1 - 3             | GAP Connah's Quay   |

## Terzo turno
| Squadra 1         | Risultato   | Squadra 2           |
| ----------------- | ----------- | ------------------- |
| Llanelli Town     | 6 - 3       | Afan Lido           |
| Bala Town         | 2 - 3       | The New Saints      |
| Carmarthen Town   | 3 - 2       | Port Talbot Town    |
| GAP Connah's Quay | 1 - 3 (dts) | Airbus UK Broughton |

## Semifinali
| Squadra 1       | Risultato | Squadra 2           |
| --------------- | --------- | ------------------- |
| Carmarthen Town | 2 - 1     | Llanelli Town       |
| The New Saints  | 5 - 2     | Airbus UK Broughton |

## Finale
| Arbitro: | Nick Pratt |

|                                    |                      |                                        |
| Hughes 42’ Thomas 60’, 67’         | Marcatori            | 7’ Evans 58’ Finley 84’ Wilde          |
| Hicks Co. Thomas L. Thomas Hanford | Tiri di rigore 3 – 1 | Fraughan Darlington Seargeant Harrison |